# بنیاد وارکی
بنیاد وارکی (انگلیسی: Varkey Foundation)، که در ابتدا بنیاد وارکی GEMS نامیده می‌شد، یک بنیاد خیریه جهانی است که تمرکزش بر بهبود استانداردهای آموزش برای کودکان فقیر محسوب می‌شود.